# Katie Fforde: Tanz auf dem Broadway
Tanz auf dem Broadway ist ein deutscher Fernsehfilm unter der Regie von Helmut Metzger aus dem Jahr 2016. Es ist der 28. Film aus einer Filmreihe des ZDF mit Werken der britischen Bestsellerautorin Katie Fforde. Minh-Khai Phan-Thi und Thomas Unger spielen die Hauptrollen.
Der Film ist Bestandteil der ZDF-Sonntagsfilm-Herzkino-Reihe, in der unter anderem auch Filme von Rosamunde Pilcher, Inga Lindström, Nora Roberts, Lilly Schönauer und Utta Danella laufen. Diese Produktionen zeichnet aus, dass sie stets in besonders schönen Landschaften gedreht werden.

## Handlung
Die Tänzerin Skye Rhodan, die jahrelang stets in der ersten Reihe erfolgreicher Theaterstücke tanzte, wird wegen ihres angeblich zu hohen Alters entlassen. Nun ist sie auf der Suche nach einem neuen Projekt und bekommt von dem Choreografen Ryan Lessiter, mit dem sie einst eine Beziehung führte, einen Tipp zu einem Casting in naher Zukunft. Rhodan engagiert ihren Nachbarn, den Witwer und zweifachen Vater Michael Tandsom, sie auf dem Klavier zu begleiten, das er ausgezeichnet beherrscht. Wie sich später herausstellt, komponierte er sogar einmal Musik für Hollywoodfilme, bevor seine Frau starb und er sich allein um seine Kinder kümmern musste.
Da in New York City kein geeigneter Proberaum günstig und kurzfristig zu finden ist, fahren Skye und Michael, der seine Kinder Ella und Liam dabei hat, zu Skyes Adoptiveltern Angelika und Walter außerhalb der Stadt, die dort eine Gaststätte betreiben. Eine Scheune neben der Gaststätte nutzen sie als Räumlichkeit zum Proben, so wie es Skye bereits in ihrer Kindheit tat, als sie sich oft in die Scheune zurückzog, um zu tanzen. Skys Adoptivvater Walter hat starke Probleme mit seiner Schulter, weshalb immer mehr an seiner Frau hängenbleibt, ehe sie schließlich einen Kreislaufzusammenbruch erleidet und ins Krankenhaus muss. Nun endlich geht auch Walter mit seinen Schulterproblemen zum Arzt, nachdem er eher widerwillig einen Aushilfskoch eingestellt hat.
Skye, die als kleines Mädchen ihre Eltern bei einem Autounfall verlor, erging es in ihrer Kindheit ähnlich wie Michaels Kindern heute. Sie versteht daher gut, was in Ella und dem kleinen Liam vor sich geht. Auch sie haben ihre Mutter bei einem Autounfall verloren. Liam spricht seitdem kein Wort mehr, so wie Skye früher, die von den besten Freunden ihrer leiblichen Eltern adoptiert wurde. Bei Skye endete die Sprachverweigerung, als sie die Scheune und das Tanzen für sich entdeckte.
Als schließlich das Casting erfolgt, bei dem Skye alle überzeugt und eine bekannte Konkurrentin trotz ihres „hohen Alters“ zu übertrumpfen und den Job zu bekommen scheint, entscheidet sie sich schließlich aber, ihre Karriere als Tänzerin zu beenden und beruflich etwas Neues anzufangen. Sie kommt mit Michael zusammen, was auch die volle Zustimmung der Kinder findet, und Liam so glücklich macht, dass er wieder zu sprechen beginnt.

## Veröffentlichung, Einschaltquote
Die Erstausstrahlung des Films erfolgte am Sonntag, dem 11. Dezember 2016, zur Hauptsendezeit im ZDF.
Diese Erstausstrahlung verfolgten insgesamt 4,19 Millionen Menschen, was einem Marktanteil von 11,9 % beim Gesamtpublikum entsprach. Bei den Jüngeren zwischen 14 und 49 Jahren waren es 5,0 %.

## Kritik
TV Spielfilm zeigte mit dem Daumen nach unten und schrieb: „Wer genau hinschaut, entdeckt, dass Michael über einem Laden namens ‚dream in plastic‘ wohnt. So viel Selbstironie hätten wir dem sentimentalen Film voll unechter Dialoge gar nicht zugetraut!“ Was die Redaktion dann auch zu dem Fazit veranlasste: „Willkommen in der Plastikwelt!“
TV Movie gab dem Film für Spaß einen von drei möglichen Punkten, für Gefühl zwei und meinte: „Der hübsche Standardtanz geht auf Nummer sicher.“
Tilmann P. Gangloff hingegen gab dem Film auf der Seite tittelbach.tv 3,5 von 6 möglichen Sternen und setzte sich sehr genau mit der Filmhandlung auseinander. So stellte er fest, dass die ZDF-Reihe Katie Fforde zwar „schon länger nicht mehr auf Romanen der britischen Schriftstellerin“ basiere, „aber der Name […] immer noch Garantie für eine gewisse Qualität“ sei. Marcus Hertneck, von dem das Drehbuch stammt, erzähle hier „auf anspruchsvolle Weise vom Älterwerden in jungen Jahren“. „Geschickt verknüpf[e] Hertneck den Hauptstrang mit einer Vielzahl weiterer Geschichten. Die Überraschung des Herzkino-Highlights [sei] Minh-Khai Phan-Thi, die nicht nur in den Tanzszenen eine gute Figur“ mache. „Regieroutinier Helmut Metzger, der knapp die Hälfte der bisherigen Katie Fforde-Filme gedreht“ habe, habe „auch Hertnecks Erzählungen angemessen umgesetzt“. Der Regisseur führe seine Schauspieler „ausnahmslos gut“, trotzdem sei die Leistung der Hauptdarstellerin eine Überraschung. In den Nachtschicht-Krimis wirke Minh-Khai Phan-Thi „oft wie im falschen Film, hier dagegen [sei] sie jederzeit glaubwürdig“. Kameramann Nicolay Gutscher zeige „nicht nur New York und das Hudson Valley von den schönsten Seiten“, er habe „auch dafür gesorgt, dass die Hauptfigur ausgesprochen attraktiv“ aussehe. Auch in den Tanzszenen mache „Phan-Thi eine ausgezeichnete Figur“.